# 중국의 차 문화

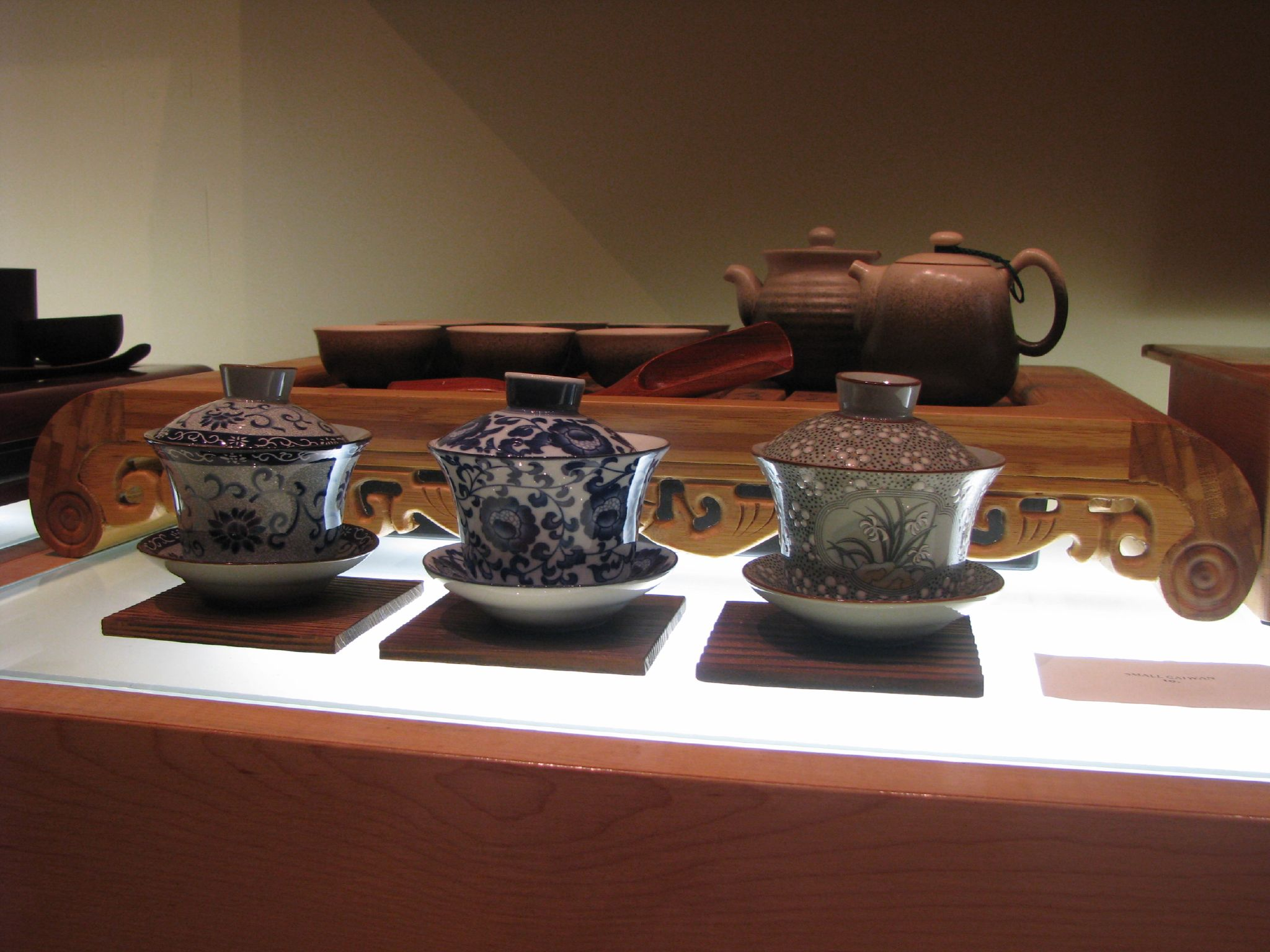

중국의 차 문화는 중국에서 차를 소비하는 문화이다. 이는 역사가 깊어 전통문화로 여겨지고 있다. 차 문화는 차 잎 생산이 활발해지면서 발전하였고 단순히 차를 마시는 행위가 아닌 예의와 풍습, 문화가 담겨 있으며 정신적인 문화로 자리 잡았다. 중국에서 차 문화는 차예(茶藝)라고 불리는데 차를 마시는 예술이라는 뜻이다.

### 차 문화의 사회적 기능
중국은 사람들과 교제하는 예의범절을 중시하는 나라이다. 옛날 문인들은 차를 즐겨 마시면서도 스스로는 차를 심지 않는 경우가 많아, 새 차가 나올 때마다 문인과 친분이 있는 차 농가들은 새 차를 보내주었고, 문인들은 새 차를 선물 받으며 친목을 다졌다. 이러한 풍습은 일종의 친목 활동으로 이어져 오고 있으며 이는 차로 상대방에게 경의를 표할 뿐만 아니라 윤리를 밝히고 화목한 분위기를 조성한다.
또한 차 문화는 사람들의 도덕과 행동 규범에 직접적으로 영향을 미쳐 교육적인 기능을 수행하고 있다.

## 차를 마시는 예절
- 차 마시기 전

1. 차를 따를 때는 나이, 지위, 성별, 상황에 따라 순서가 달라질 수 있다. 일반적으로 어른이나 상급자에게 먼저 차를 따른다. 컵에 가득 채우지 않고 약간 부족한 듯 절반만 따르는 것이 좋다.
2. 차를 받을 때는 한 손이 아닌 두 손으로 받는 것이 기본적인 예절이다. 잔을 들 때는 완전히 들어 올리지 않고, 차를 따르는 사람과 눈을 마주치며 예의를 표한다.
3. 중국에서는 감사의 의미로 두 손가락으로 탁자를 가볍게 두 번 두드린다. 이는 상대방에게 정중한 마음을 나타내며, 예전 황제에게 차를 받을 때 감사 인사를 조용히 표현하던 전통에서 비롯되었다.
4. 손윗사람과 차를 마실 때 손윗사람이 차를 따라준다면 아랫사람은 다섯 손가락을 모아서 주먹을 쥐고 주먹을 아래로 향하게 해서 탁자를 세번 두드리면서 감사를 표한다.

- 차를 마실 때

1. 대화 중에는 대화의 흐름을 살펴 끊기지 않게 차를 마신다. 차는 서두르지 않고 천천히 시간을 두고 향과 맛을 음미하며 마신다. 급하게 마시거나 큰 소리를 내지 않도록 주의한다.

- 차를 마신 후

1. 차를 다 마셨다고 바로 잔을 두지 않고 잔을 잠시 들고 있거나 잔에 차를 조금씩 남겨놓는다.

어린이가 어른에게, 사과하는 사람이 사과받는 사람에게 차를 따른다.
한국과 마찬가지로 손님에게 선수를 권한다. 손님의 찻잔에 차를 따라 줄 때에는 가득담지 않고  1/2 정도 담는다. 시음시에는 소리내서 마시지 않고 찻잔을 잡는 손의 모양은 일본과 다르게 중국은 구애받지 않는다.

### 중국 지역별 차 문화 특징
중국에서 차를 마시는 예절은 지역마다 차이가 있다.
- 베이징에서 주인이 손님 앞에 차를 가져가면 손님은 즉시 일어나 두 손으로 찻잔을 받으며 '감사합니다'라고 한다.
- 남방의 광동/광서에서는 주인은 차를 들고 오른손의 손가락을 조금 굽힌 뒤 가볍게 식탁을 세번 두드리는 것으로 친절을 표한다.
- 중국의 동부일대에서는 큰 주전자에 담근 차를 즐기는데 손님이 오면 차잎을 주전자에 넣고 거기에 더운 물을 부으며 차잎이 우러나면 다시 차 컵에 부어 손님에게 대접한다.
- 일부 지역에서는 손님들이 차를 더 마시고 싶을 때는 찻잔에 차를 조금 남긴다. 주인은 이것을 보고 계속 차를 부어주는 데 손님이 차를 전부 마셔버리면 차를 더 이상 마시고 싶지 않다는 의사표현으로 인식하여 더 이상 차를 주지 않는다!!

## 차를 우리는 방법
중국 차 문화에서는 차를 우리는 기술이 중요하게 여겨지고 있다. 차의 종류에 따라 온도와 우리는 시간이 달라지며 차 잎과 물을 넣는 순서에 따라 차의 맛과 풍미를 다르게 느낄 수 있다. 예를 들어, 녹차는 덜 뜨거운 물로 짧게 우려내야 제 맛을 낼 수 있고, 홍차는 더 뜨거운 물로 오래 우려야 합니다. 차마다 다른 특성을 이해하고 적절히 다루는 것이 차를 우리는 기술의 핵심입니다.

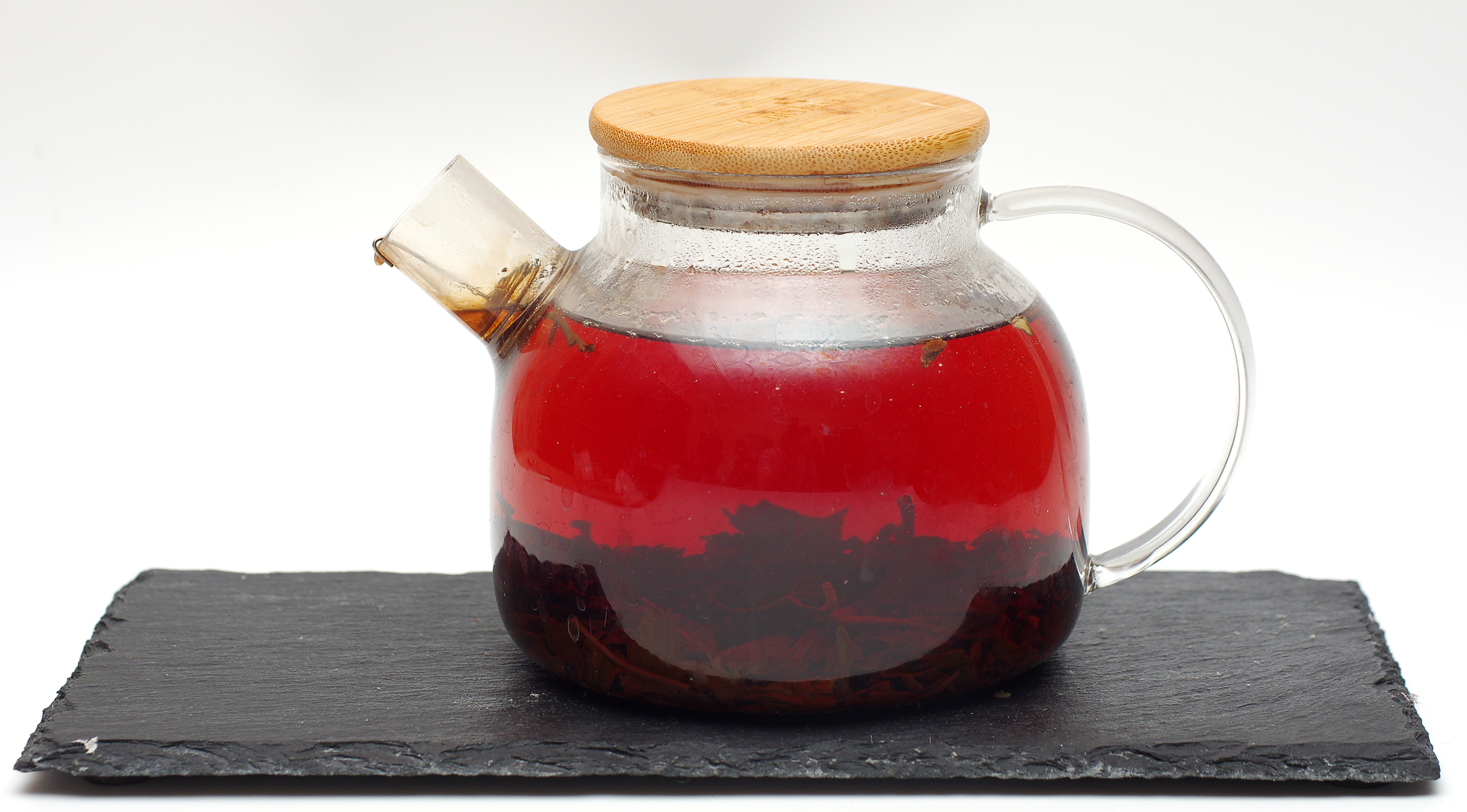
홍차

## 같이 보기
- 다우 (다구)
- 얌차
- 차 의식

1. ↑  {{논문인용|제목=중국 차문화의 발전과 사회적 영향 연구|저자=조선대학교 하인영|날짜=2022-8-26
2. ↑  조헌심 민주평통 베이징협의회 자문위원 (2018년 6월 9일). “[조헌심의 중국차] 중국차를 마시는 세 가지 방법”. 월드코리안뉴스. 2024년 9월 19일에 확인함.